# La Grande-Résie
La Grande-Résie est une commune française située dans le département de la Haute-Saône, la région culturelle et historique de Franche-Comté et la région administrative Bourgogne-Franche-Comté.

## Géographie

### Hydrographie
La commune est traversée par un petit cours d'eau appelé La Rèsie qui donne son nom à la commune et va se jeter dans la rivière l'Ognon en amont du bourg de Broye-lès-Pesmes.

### Climat
Pour des articles plus généraux, voir Climat de la Bourgogne-Franche-Comté et Climat de la Haute-Saône.
En 2010, le climat de la commune est de type climat des marges montargnardes, selon une étude du Centre national de la recherche scientifique s'appuyant sur une série de données couvrant la période 1971-2000. En 2020, Météo-France publie une typologie des climats de la France métropolitaine dans laquelle la commune est exposée à un climat semi-continental et est dans la région climatique  Lorraine, plateau de Langres, Morvan, caractérisée par un hiver rude (1,5 °C), des vents modérés et des brouillards fréquents en automne et hiver. 
Pour la période 1971-2000, la température annuelle moyenne est de 10,3 °C, avec une amplitude thermique annuelle de 17,3 °C. Le cumul annuel moyen de précipitations est de 942 mm, avec 12,4 jours de précipitations en janvier et 8,6 jours en juillet. Pour la période 1991-2020, la température moyenne annuelle observée sur la station météorologique de Météo-France la plus proche, « Cugney », sur la commune de Cugney à 12 km à vol d'oiseau, est de 11,2 °C et le cumul annuel moyen de précipitations est de 958,2 mm. 
La température maximale relevée sur cette station est de 40 °C, atteinte le 31 juillet 2020 ; la température minimale est de −17 °C, atteinte le 20 décembre 2009,,. 
Les paramètres climatiques de la commune ont été estimés pour le milieu du siècle (2041-2070) selon différents scénarios d'émission de gaz à effet de serre à partir des nouvelles projections climatiques de référence DRIAS-2020. Ils sont consultables sur un site dédié publié par Météo-France en novembre 2022.

## Urbanisme

### Typologie
Au 1er janvier 2024, La Grande-Résie est catégorisée commune rurale à habitat dispersé, selon la nouvelle grille communale de densité à sept niveaux définie par l'Insee en 2022.
Elle est située hors unité urbaine. Par ailleurs la commune fait partie de l'aire d'attraction de Gray, dont elle est une commune de la couronne,. Cette aire, qui regroupe 63 communes, est catégorisée dans les aires de moins de 50 000 habitants,.

### Occupation des sols
L'occupation des sols de la commune, telle qu'elle ressort de la base de données européenne d’occupation biophysique des sols Corine Land Cover (CLC), est marquée par l'importance des territoires agricoles (65,7 % en 2018), une proportion identique à celle de 1990 (65,7 %). La répartition détaillée en 2018 est la suivante : 
terres arables (46,3 %), forêts (32,7 %), prairies (13,7 %), zones agricoles hétérogènes (5,6 %), milieux à végétation arbustive et/ou herbacée (1,6 %). L'évolution de l’occupation des sols de la commune et de ses infrastructures peut être observée sur les différentes représentations cartographiques du territoire : la carte de Cassini (XVIIIe siècle), la carte d'état-major (1820-1866) et les cartes ou photos aériennes de l'IGN pour la période actuelle (1950 à aujourd'hui).

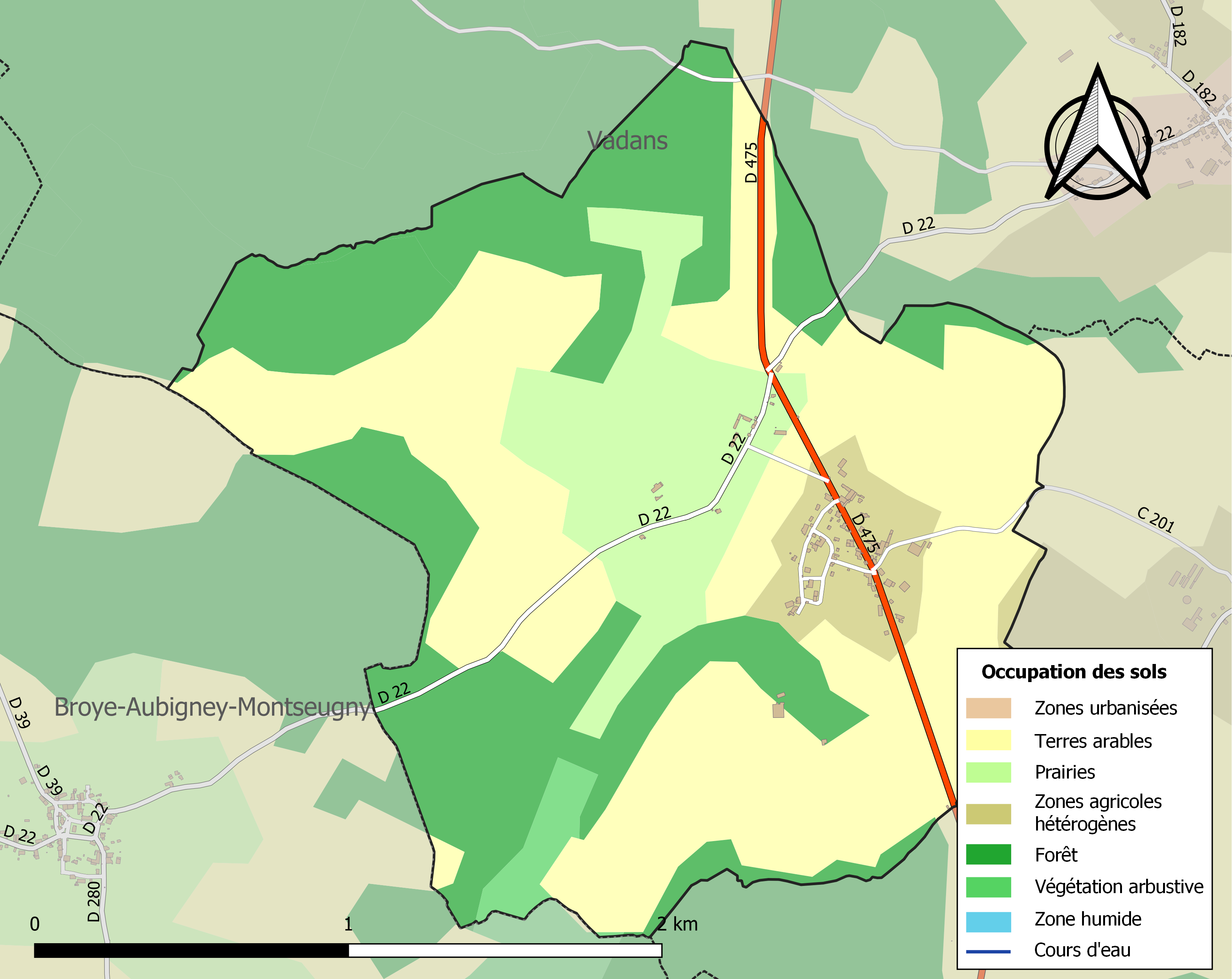
Carte des infrastructures et de l'occupation des sols de la commune en 2018 (CLC).

## Toponymie
La commune porta en 1801 le nom de La René-Grande avant de reprendre sa dénomination actuelle.

## Histoire
La chapelle, qui a été construite en 1896, était propriété de l'archevêché, qui l'a donné à l’État en 1995[réf. nécessaire].

## Politique et administration

### Rattachements administratifs et électoraux
La commune fait partie de l'arrondissement de Vesoul du département de la Haute-Saône, en région Bourgogne-Franche-Comté. Pour l'élection des députés, elle dépend de la première circonscription de la Haute-Saône.
Elle faisait partie depuis 1793 du canton de Pesmes. Dans le cadre du redécoupage cantonal de 2014 en France, la commune est désormais rattachée au canton de Marnay.

### Intercommunalité
La commune faisait partie de la petite communauté de communes du val de Pesmes, créée par un arrêté préfectoral du 12 décembre 2002, et qui prenait la suite du Syndicat intercommunal de développement et d’aménagement du canton de Pesmes.
Dans le cadre des dispositions de la loi portant nouvelle organisation territoriale de la République (Loi NOTRe) du 7 août 2015, qui prévoit que les établissements publics de coopération intercommunale (EPCI) à fiscalité propre doivent avoir un minimum de 15 000 habitants (et 5 000 habitants en zone de montagnes), le préfet de la Haute-Saône a présenté en octobre 2015 un projet de révision du Schéma départemental de coopération intercommunale (SDCI) qui prévoit notamment la scission de cette communauté de communes et le rattachement de certaines de ses communes à la communauté de communes du Val marnaysien et les autres communes à celle du Val de Gray,.
Malgré l'opposition du Val de Pesmes, le SDCI définitif, approuvé par le préfet le 30 mars 2016, a prévu l'extension : 
- du Val Marnaysien aux communes de Bard-lès-Pesmes, Berthelange, Brésilley, Chancey, Chaumercenne, Courcelles-Ferrières, Corcondray, Etrabonne, Ferrières-les-Bois, Malans, Mercey-le-Grand, Montagney, Motey-Besuche, Villers-Buzon, portant le nouvel ensemble à 13 784 habitants, selon le recensement de 2013 ;
- Val de Gray aux communes d'Arsans, Broye-Aubigney-Montseugny, Chevigney, La Grande-Résie, La Résie-Saint-Martin, Lieucourt, Pesmes, Sauvigney-lès-Permes, Vadans, Valay et Venère, portant le nouvel ensemble à 20 807 habitants[18].

C'est ainsi que la commune est désormais membre depuis le  1er janvier 2017 de la Communauté de communes Val de Gray.

### Liste des maires
| Période                                  | Période   | Identité                           | Étiquette | Qualité    |
| ---------------------------------------- | --------- | ---------------------------------- | --------- | ---------- |
| Les données manquantes sont à compléter. |           |                                    |           |            |
| 1989                                     | 2001      | Louis Millot                       |           |            |
| 2001                                     | juin 2006 | Philippe de Sainte-Marie d'Agneaux |           | Médecin    |
| septembre 2006                           | juin 2020 | Maryse Boulogne-Colliard           |           | Professeur |
| juin 2020                                | En cours  | Dominique Thevenot                 |           | Militaire  |

## Démographie
L'évolution du nombre d'habitants est connue à travers les recensements de la population effectués dans la commune depuis 1793. Pour les communes de moins de 10 000 habitants, une enquête de recensement portant sur toute la population est réalisée tous les cinq ans, les populations de référence des années intermédiaires étant quant à elles estimées par interpolation ou extrapolation. Pour la commune, le premier recensement exhaustif entrant dans le cadre du nouveau dispositif a été réalisé en 2008.

En 2022, la commune comptait 89 habitants, en évolution de +7,23 % par rapport à 2016 (Haute-Saône : −1,4 %, France hors Mayotte : +2,11 %).
| 1793 | 1800 | 1806 | 1821 | 1831 | 1836 | 1841 | 1846 | 1851 |
| ---- | ---- | ---- | ---- | ---- | ---- | ---- | ---- | ---- |
| 194  | 198  | 193  | 181  | 192  | 193  | 178  | 176  | 177  |

| 1856 | 1861 | 1866 | 1872 | 1876 | 1881 | 1886 | 1891 | 1896 |
| ---- | ---- | ---- | ---- | ---- | ---- | ---- | ---- | ---- |
| 170  | 170  | 164  | 154  | 160  | 133  | 160  | 152  | 166  |

| 1901 | 1906 | 1911 | 1921 | 1926 | 1931 | 1936 | 1946 | 1954 |
| ---- | ---- | ---- | ---- | ---- | ---- | ---- | ---- | ---- |
| 146  | 155  | 145  | 106  | 121  | 108  | 104  | 94   | 93   |

| 1962 | 1968 | 1975 | 1982 | 1990 | 1999 | 2006 | 2008 | 2013 |
| ---- | ---- | ---- | ---- | ---- | ---- | ---- | ---- | ---- |
| 105  | 93   | 85   | 87   | 92   | 90   | 89   | 89   | 82   |

| 2018 | 2022 | - | - | - | - | - | - | - |
| ---- | ---- | - | - | - | - | - | - | - |
| 88   | 89   | - | - | - | - | - | - | - |

## Culture locale et patrimoine

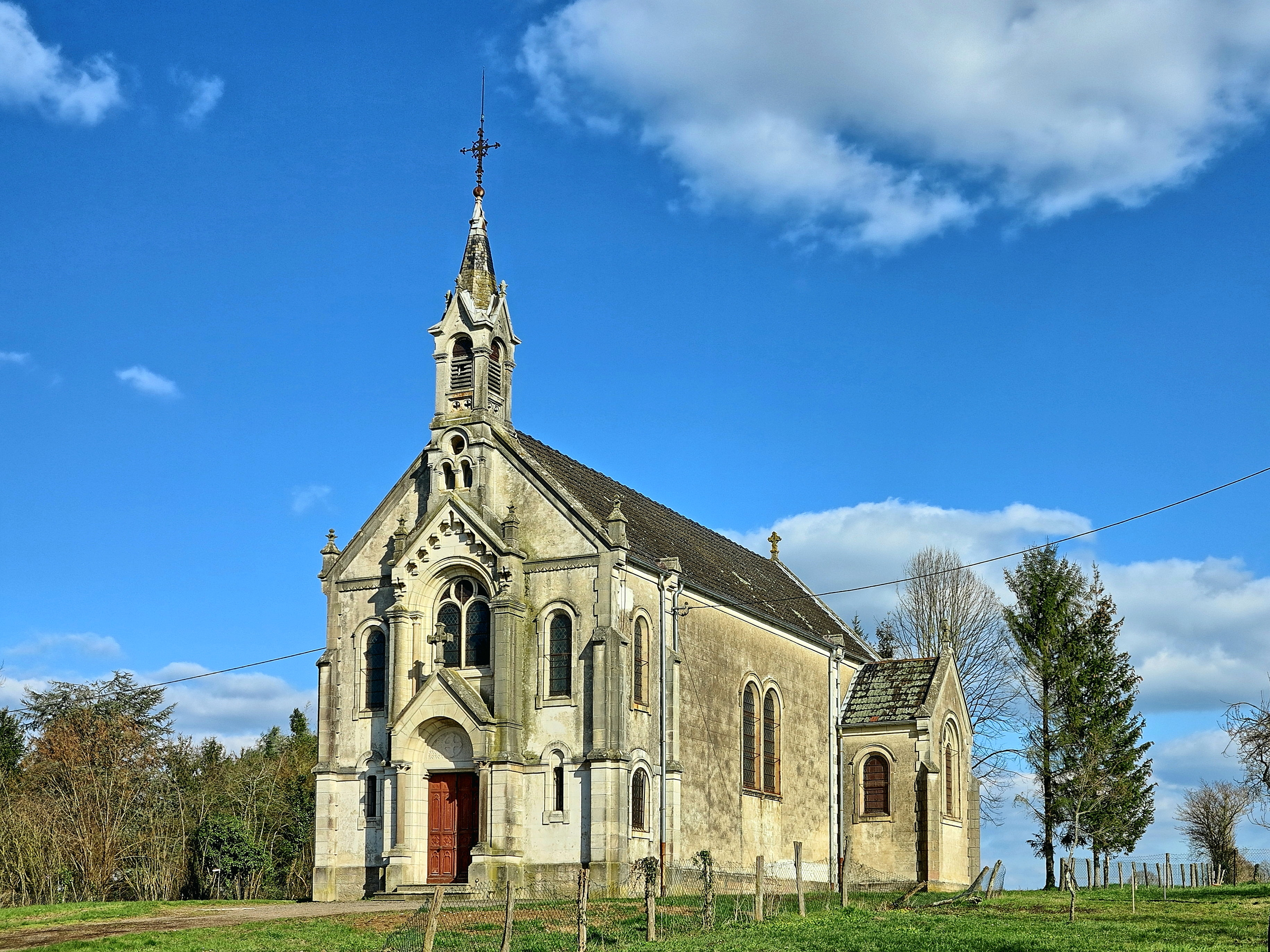
La chapelle de la Sainte-Trinité.

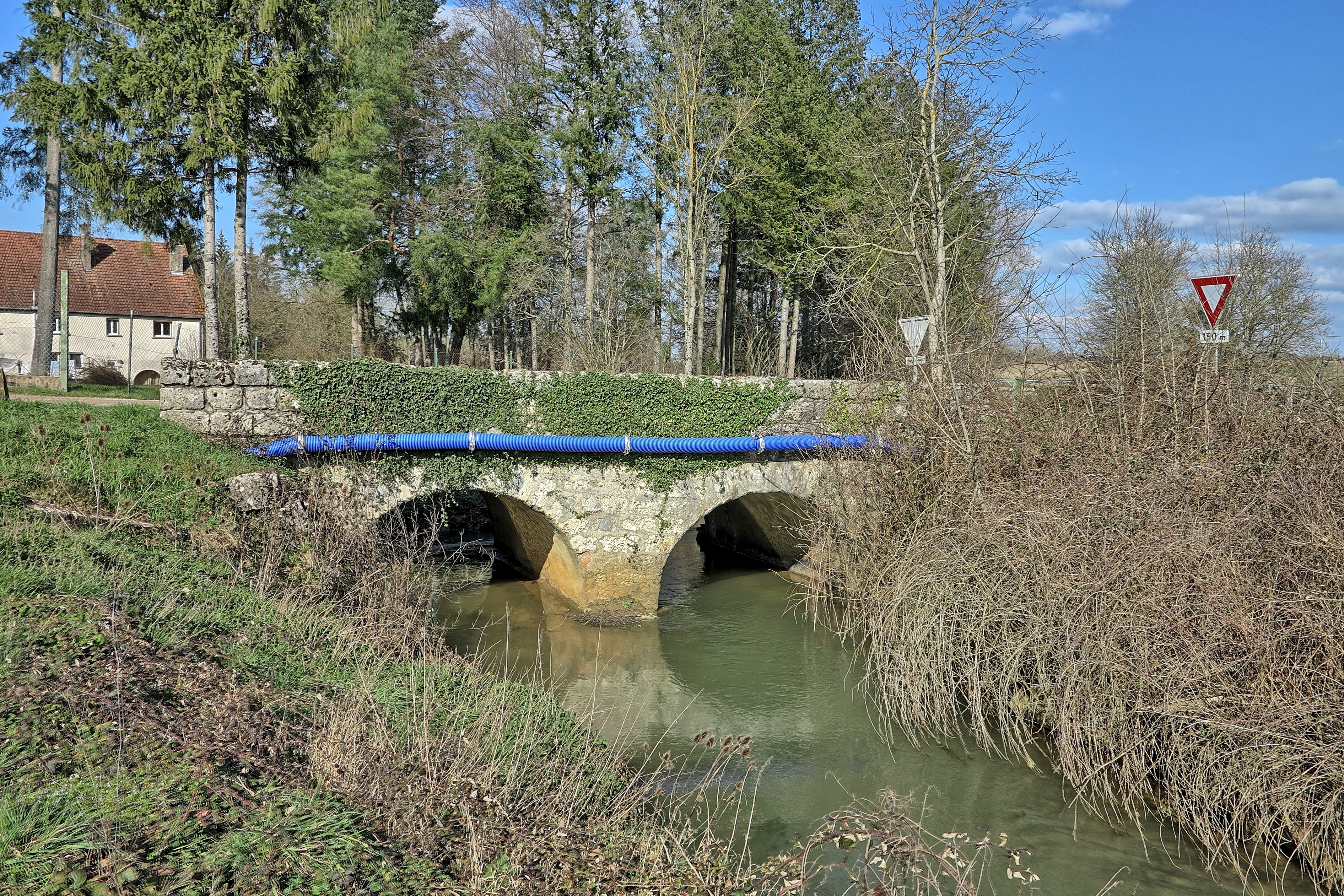
Le vieux pont sur la Résie.

### Lieux et monuments
- Château de La Grande-Résie

L'édifice actuel a été construit au XVIIIe siècle, non loin de l'ancienne motte féodale, située dans le parc de la propriété ; on ne connaît pas la date de construction de la motte, mais une maison forte est attestée en 1386 ; au XIXe siècle, après le premier cadastre, l'édifice du XVIIIe siècle subit des transformations : l'aile est supprimée, les ouvertures sont refaites, et on adjoint une chapelle et une demi rotonde de part et d'autre du corps principal ; de cette époque datent également les communs et les parties agricoles. Cette propriété de la famille de Sainte-Marie d'Agneaux est un monument privé.
- Mairie-école[24]
- École privée.

Construction postérieure au premier cadastre, édifiée par la famille de Sainte-Marie d'Agneaux : cette école libre faisait également office de garderie pour les enfants en bas âge. Cette école est à présent une habitation privée[réf. nécessaire].
- Chapelle de la Sainte-Trinité, construite en 1896 par la famille de Sainte-Marie d'Agneaux[25].
- Croix de chemin du XIXe siècle[26].
- Moulin de Résie, sans doute du XVIIIe siècle[27].
- Maisons et fermes des XVIIe  au  XIXe siècle[28]
- Pont de pierre traversant la Rèsie

## Héraldique
| Blason de La Grande-Résie | Blason  | Coupé ondé: au 1) parti : au 1a) de gueules à une gerbe de blé d'or liée du même, au 2b) d'argent à un chêne arraché de sinople englanté et fûté de tenné; au 2) d'azur à trois trèfles d'or |
| Blason de La Grande-Résie | Détails | Création J-F Binon; sur PanneauPocket 2024 |